# Uroš Rošer
Uroš Rošer, slovenski nogometaš, * 27. junij 1986.
Rošer je nekdanji profesionalni nogometaš, ki je igral na položaju vezista. V svoji karieri je igral za slovenska kluba Rudar Velenje in Dravinjo ter avstrijske SAK Celovec, SK Kühnsdorf, St. Michael/Bleiburg in SV Eitweg. Skupno je v prvi slovenski ligi odigral 93 tekem in dosegel štiri gole, v drugi slovenski ligi pa 70 tekem in sedem golov.